# Exechiopsis vasculiforma
Exechiopsis vasculiforma är en tvåvingeart som beskrevs av Olavi Kurina 2008. Exechiopsis vasculiforma ingår i släktet Exechiopsis och familjen svampmyggor.
Artens utbredningsområde är Italien. Inga underarter finns listade i Catalogue of Life.